# Dragoș Moștenescu
Dragoș Moștenescu (n. 1 aprilie 1967, București) este un actor și scenarist producător român. A devenit celebru prin rolul său, Costel, din serialul de comedie La bloc și prin prezența în emisiunea Chestiunea Zilei, prezentate la Pro TV.

## Filmografie

### Actor
- Filantropica (2002)
- La bloc (2002) - Costel Jurcă
- Râdeți cu oameni ca noi (2002) - Frank Sinatra
- Maria (2003) - figurant
- Gașca  (2007)
- Nimeni nu-i perfect (2008) - Dan Chivu
- La bloc: după 10 ani  (2013)
- Dincolo de calea ferată (2016)

### Scenarist
- Nimeni nu-i perfect (2008)
- La bloc (2002)

### Producător
- Nimeni nu-i perfect (2008)